# Krajská liga ledního hokeje 2014/2015
Krajské hokejové přebory v sezóně 2014/2015 byly 22. ročníkem samostatné čtvrté nejvyšší české soutěže v ledním hokeji. Přebory Olomouckého a Ústeckého kraje se v téhle sezóně nehrály a týmy startovaly v sousedních přeborech.

## Pražský přebor

### Účastníci pro sezónu 2014/15
| Klub                    | Město                | Kraj      | Umístění v sezóně 2013/14 |
| ----------------------- | -------------------- | --------- | ------------------------- |
| HC Letci Letňany        | Praha                | Praha     | 3. místo                  |
| HC Lomnice nad Popelkou | Lomnice nad Popelkou | Liberecký | 2. místo                  |
| HC Slovan Louny         | Louny                | Ústecký   | 5. místo                  |
| HC Bohemians Praha      | Praha                | Praha     | 8. místo                  |
| HC Hvězda Praha         | Praha                | Praha     | 1. místo                  |
| HC Kobra Praha „B“      | Praha                | Praha     | 6. místo                  |
| HC Olympik Praha        | Praha                | Praha     | 10. místo                 |
| SK Žižkov Praha         | Praha                | Praha     | 7. místo                  |
| HC Roudnice nad Labem   | Roudnice nad Labem   | Ústecký   | 4. místo                  |
| HC Slavoj Zbraslav      | Praha                | Praha     | 9. místo                  |

### Základní část
| Vysvětlivka                   |
| ----------------------------- |
| Postup do nadstavbové skupiny |
| Tým vyřazen                   |

| Poř. | Tým                     | Z | V | R | P | VG | OG | B  |
| ---- | ----------------------- | - | - | - | - | -- | -- | -- |
| 1.   | HC Letci Letňany        | 6 | 5 | 0 | 1 | 56 | 14 | 10 |
| 2.   | HC Hvězda Praha         | 6 | 5 | 0 | 1 | 46 | 19 | 10 |
| 3.   | HC Kobra Praha „B“      | 6 | 4 | 1 | 1 | 33 | 27 | 9  |
| 4.   | HC Bohemians Praha      | 6 | 4 | 1 | 1 | 32 | 29 | 9  |
| 5.   | HC Slavoj Zbraslav      | 6 | 3 | 0 | 3 | 30 | 24 | 6  |
| 6.   | HC Slovan Louny         | 6 | 3 | 0 | 3 | 21 | 19 | 6  |
| 7.   | HC Lomnice nad Popelkou | 6 | 2 | 2 | 2 | 29 | 28 | 6  |
| 8.   | HC Roudnice nad Labem   | 6 | 1 | 0 | 5 | 20 | 40 | 2  |
| 9.   | SK Žižkov Praha         | 6 | 0 | 1 | 5 | 14 | 43 | 1  |
| 10.  | HC Olympik Praha        | 6 | 0 | 1 | 5 | 23 | 61 | 1  |

Poznámky
- Aktualizováno 27. října 2014
- Pražský přebor se hraje stejně jako ve Středočeském meziokresním přeboru a v Plzeňských přeborech starým systémem, tedy jen o dva body a neprodlužuje se.

## Středočeské přebory

### Krajská liga

#### Účastníci pro sezónu 2014/15
| Klub                     | Město               | Kraj        | Umístění v sezóně 2013/14              |
| ------------------------ | ------------------- | ----------- | -------------------------------------- |
| HC Lev Benešov           | Benešov             | Středočeský | 11. místo                              |
| SK Černošice             | Černošice           | Středočeský | 8. místo                               |
| HC Jesenice              | Jesenice            | Středočeský | 3. místo                               |
| HK Kralupy nad Vltavou   | Kralupy nad Vltavou | Středočeský | 1. místo (Středočeská krajská soutěže) |
| HC Junior Mělník         | Mělník              | Středočeský | 2. místo                               |
| BK Mladá Boleslav „B“    | Mladá Boleslav      | Středočeský | 6. místo                               |
| HC Poděbrady             | Poděbrady           | Středočeský | 9. místo                               |
| HC Příbram               | Příbram             | Středočeský | 4. místo                               |
| TJ HC Rakovník           | Rakovník            | Středočeský | 1. místo                               |
| HK Lev Slaný             | Slaný               | Středočeský | 10. místo                              |
| HC Slavoj Velké Popovice | Velké Popovice      | Středočeský | 4. místo                               |
| HC Rytíři Vlašim         | Vlašim              | Středočeský | 7. místo                               |

#### Základní část
| Vysvětlivka               |
| ------------------------- |
| Postup do play-off        |
| Tým vyřazen               |
| Sestup do krajské soutěže |

| Poř. | Tým                      | Z | V | VP | PP | P | VG | OG | B  |
| ---- | ------------------------ | - | - | -- | -- | - | -- | -- | -- |
| 1.   | HC Junior Mělník         | 7 | 5 | 2  | 0  | 0 | 39 | 16 | 19 |
| 2.   | SK Černošice             | 7 | 4 | 0  | 1  | 2 | 31 | 21 | 13 |
| 3.   | HC Příbram               | 7 | 4 | 0  | 0  | 3 | 22 | 19 | 12 |
| 4.   | HC Poděbrady             | 7 | 4 | 0  | 0  | 3 | 29 | 27 | 12 |
| 5.   | HC Rytíři Vlašim         | 7 | 2 | 2  | 1  | 2 | 29 | 27 | 11 |
| 6.   | HC Jesenice              | 7 | 2 | 2  | 1  | 2 | 23 | 21 | 11 |
| 7.   | TJ HC Rakovník           | 7 | 3 | 0  | 2  | 2 | 27 | 30 | 11 |
| 8.   | BK Mladá Boleslav „B“    | 7 | 2 | 1  | 1  | 3 | 20 | 25 | 9  |
| 9.   | HC Lev Benešov           | 7 | 2 | 1  | 1  | 3 | 26 | 42 | 9  |
| 10.  | HC Slavoj Velké Popovice | 7 | 1 | 2  | 1  | 3 | 31 | 33 | 8  |
| 11.  | HK Lev Slaný             | 7 | 2 | 0  | 1  | 4 | 27 | 37 | 7  |
| 12.  | HK Kralupy nad Vltavou   | 7 | 0 | 1  | 2  | 4 | 21 | 27 | 4  |

Poznámky
- Aktualizováno 27. října 2014

### Krajská soutěž

#### Účastníci pro sezónu 2014/15
| Klub                  | Město       | Kraj        | Umístění v sezóně 2013/14                         |
| --------------------- | ----------- | ----------- | ------------------------------------------------- |
| TJ Božetice           | Božetice    | Jihočeský   | 12. místo (Jihočeská krajská liga)                |
| HC Cvočkaři Hořovice  | Hořovice    | Středočeský | 8. místo                                          |
| TJ Hvězda Kladno      | Kladno      | Středočeský | 7. místo                                          |
| HK Králův Dvůr        | Králův Dvůr | Středočeský | 12. místo (Středočeská krajská liga)              |
| SK Sršni Kutná Hora   | Kutná Hora  | Středočeský | 3. místo                                          |
| HC Buldoci Neratovice | Neratovice  | Středočeský | –                                                 |
| TJ Spartak Příbram    | Příbram     | Středočeský | 6. místo                                          |
| TJ Tatran Sedlčany    | Sedlčany    | Středočeský | 5. místo                                          |
| HC Zlonice            | Zlonice     | Středočeský | 4. místo                                          |
| HC Žabonosy           | Žabonosy    | Středočeský | 2. místo                                          |
| SK Velc Žilina        | Žilina      | Středočeský | 5. místo (Středočeský meziokresní přebor – sk. A) |

#### Základní část
| Vysvětlivka            |
| ---------------------- |
| Postup do krajské ligy |

| Poř. | Tým                   | Z | V | VP | PP | P | VG | OG | B  |
| ---- | --------------------- | - | - | -- | -- | - | -- | -- | -- |
| 1.   | SK Sršni Kutná Hora   | 4 | 4 | 0  | 0  | 0 | 41 | 8  | 12 |
| 2.   | HC Žabonosy           | 4 | 4 | 0  | 0  | 0 | 25 | 7  | 12 |
| 3.   | SK Velc Žilina        | 5 | 3 | 1  | 0  | 1 | 26 | 21 | 11 |
| 4.   | HK Králův Dvůr        | 4 | 3 | 0  | 1  | 0 | 31 | 12 | 10 |
| 5.   | HC Buldoci Neratovice | 5 | 3 | 0  | 0  | 2 | 27 | 18 | 9  |
| 6.   | TJ Spartak Příbram    | 4 | 2 | 0  | 1  | 1 | 25 | 24 | 7  |
| 7.   | TJ Hvězda Kladno      | 5 | 2 | 0  | 0  | 3 | 27 | 23 | 6  |
| 8.   | HC Zlonice            | 5 | 1 | 0  | 0  | 4 | 21 | 44 | 3  |
| 9.   | TJ Božetice           | 5 | 1 | 0  | 0  | 4 | 12 | 36 | 3  |
| 10.  | TJ Tatran Sedlčany    | 4 | 0 | 1  | 0  | 3 | 12 | 21 | 2  |
| 11.  | HC Cvočkaři Hořovice  | 5 | 0 | 0  | 0  | 5 | 16 | 49 | 0  |

Poznámky
- Aktualizováno 27. října 2014

### Meziokresní přebor

#### Účastníci pro sezónu 2014/15
| Klub                           | Město           | Kraj        | Umístění v sezóně 2013/14 |
| ------------------------------ | --------------- | ----------- | ------------------------- |
| TJ Sokol Cerhovice             | Cerhovice       | Středočeský | 9. místo                  |
| SK Černošice „B“               | Černošice       | Středočeský | 2. místo                  |
| HC Důl Kladno                  | Kladno          | Středočeský | 6. místo                  |
| HC Lány                        | Lány            | Středočeský | 13. místo                 |
| TJ Sokol Mníšek pod Brdy       | Mníšek pod Brdy | Středočeský | 11. místo                 |
| SK Viktorie 1935 Nové Strašecí | Nové Strašecí   | Středočeský | 12. místo                 |
| TJ Slavoj Obecnice             | Obecnice        | Středočeský | 3. místo                  |
| HK Příbram 99                  | Příbram         | Středočeský | 10. místo                 |
| TJ Sokol Solopisky             | Třebotov        | Středočeský | 1. místo                  |
| TJ Spartak Žebrák              | Žebrák          | Středočeský | 4. místo                  |

#### Základní část
| Vysvětlivka                 |
| --------------------------- |
| Vítěz meziokresního přeboru |

| Poř. | Tým                            | Z | V | R | P | VG | OG | B |
| ---- | ------------------------------ | - | - | - | - | -- | -- | - |
| 1.   | TJ Sokol Solopisky             | 1 | 1 | 0 | 0 | 11 | 2  | 2 |
| 2.   | HC Důl Kladno                  | 1 | 1 | 0 | 0 | 5  | 2  | 2 |
| 3.   | TJ Slavoj Obecnice             | 1 | 1 | 0 | 0 | 3  | 0  | 2 |
| 4.   | TJ Spartak Žebrák              | 1 | 1 | 0 | 0 | 4  | 2  | 2 |
| 5.   | HC Lány                        | 1 | 1 | 0 | 0 | 3  | 2  | 2 |
| 6.   | TJ Sokol Cerhovice             | 1 | 0 | 0 | 1 | 2  | 3  | 0 |
| 7.   | SK Černošice „B“               | 1 | 0 | 0 | 1 | 2  | 4  | 0 |
| 8.   | TJ Sokol Mníšek pod Brdy       | 1 | 0 | 0 | 1 | 2  | 5  | 0 |
| 9.   | HK Příbram 99                  | 1 | 0 | 0 | 1 | 0  | 3  | 0 |
| 10.  | SK Viktorie 1935 Nové Strašecí | 1 | 0 | 0 | 1 | 2  | 11 | 0 |

Poznámky
- Aktualizováno 27. října 2014
- Středočeský meziokresní přebor se hraje stejně jako v Praze a v Plzeňských přeborech starým systémem, tedy jen o dva body a neprodlužuje se.

## Královéhradecké přebory

### Krajská liga

#### Účastníci pro sezónu 2014/15
| Klub                             | Město                   | Kraj            | Umístění v sezóně 2013/14                 |
| -------------------------------- | ----------------------- | --------------- | ----------------------------------------- |
| HC Tambor Dvůr Králové nad Labem | Dvůr Králové nad Labem  | Královéhradecký | 2. místo (Královéhradecká krajská soutěž) |
| HC Jaroměř                       | Jaroměř                 | Královéhradecký | 7. místo                                  |
| HC Jičín                         | Jičín                   | Královéhradecký | 5. místo                                  |
| HC Náchod                        | Náchod                  | Královéhradecký | 2. místo                                  |
| TJ BK Nová Paka                  | Nová Paka               | Královéhradecký | 4. místo                                  |
| TJ Spartak Nové Město nad Metují | Nové Město nad Metují   | Královéhradecký | 3. místo                                  |
| Stadion Nový Bydžov              | Nový Bydžov             | Královéhradecký | 1. místo (Královéhradecká krajská soutěž) |
| SK Třebechovice pod Orebem       | Třebechovice pod Orebem | Královéhradecký | 8. místo                                  |

#### Základní část
| Vysvětlivka                         |
| ----------------------------------- |
| Přímý postup do semifinále play-off |
| Postup do čtvrtfinále play-off      |
| Sestup do krajské soutěže           |

| Poř. | Tým                              | Z | V | VP | PP | P | VG | OG | B  |
| ---- | -------------------------------- | - | - | -- | -- | - | -- | -- | -- |
| 1.   | HC Jaroměř                       | 4 | 4 | 0  | 0  | 0 | 20 | 6  | 12 |
| 2.   | Stadion Nový Bydžov              | 4 | 4 | 0  | 0  | 0 | 24 | 12 | 12 |
| 3.   | HC Náchod                        | 4 | 3 | 0  | 0  | 1 | 22 | 15 | 9  |
| 4.   | TJ Spartak Nové Město nad Metují | 4 | 1 | 1  | 0  | 2 | 13 | 18 | 5  |
| 5.   | HC Jičín                         | 4 | 1 | 0  | 1  | 2 | 13 | 15 | 4  |
| 6.   | TJ BK Nová Paka                  | 4 | 1 | 0  | 0  | 3 | 15 | 22 | 3  |
| 7.   | HC Tambor Dvůr Králové n/L       | 4 | 0 | 1  | 0  | 3 | 7  | 21 | 2  |
| 8.   | SK Třebechovice pod Orebem       | 4 | 0 | 0  | 1  | 3 | 8  | 13 | 1  |

Poznámky
- Aktualizováno 27. října 2014

### Krajská soutěž

#### Účastníci pro sezónu 2014/15
| Klub                           | Město                   | Kraj            | Umístění v sezóně 2013/14           |
| ------------------------------ | ----------------------- | --------------- | ----------------------------------- |
| HC Čestice                     | Čestice                 | Královéhradecký | 7. místo                            |
| Project Sport Hronov           | Hronov                  | Královéhradecký | –                                   |
| HC Jaroměř „B“                 | Jaroměř                 | Královéhradecký | 5. místo                            |
| TJ Orli Lanškroun              | Lanškroun               | Pardubický      | 11. místo (Pardubická krajská liga) |
| HC Baroni Opočno               | Opočno                  | Královéhradecký | 4. místo                            |
| TJ Sokol Semechnice            | Semechnice              | Královéhradecký | 3. místo                            |
| SK Třebechovice pod Orebem „B“ | Třebechovice pod Orebem | Královéhradecký | 6. místo                            |

#### Základní část
| Vysvětlivka            |
| ---------------------- |
| Postup do krajské ligy |

| Poř. | Tým                            | Z | V | VP | PP | P | VG | OG | B |
| ---- | ------------------------------ | - | - | -- | -- | - | -- | -- | - |
| 1.   | TJ Sokol Semechnice            | 1 | 1 | 0  | 0  | 0 | 8  | 1  | 3 |
| 2.   | HC Čestice                     | 0 | 0 | 0  | 0  | 0 | 0  | 0  | 0 |
| 3.   | HC Jaroměř „B“                 | 0 | 0 | 0  | 0  | 0 | 0  | 0  | 0 |
| 4.   | TJ Orli Lanškroun              | 0 | 0 | 0  | 0  | 0 | 0  | 0  | 0 |
| 5.   | HC Baroni Opočno               | 0 | 0 | 0  | 0  | 0 | 0  | 0  | 0 |
| 6.   | SK Třebechovice pod Orebem „B“ | 0 | 0 | 0  | 0  | 0 | 0  | 0  | 0 |
| 7.   | Project Sport Hronov           | 1 | 0 | 0  | 0  | 1 | 1  | 8  | 0 |

Poznámky
- Aktualizováno 27. října 2014

## Pardubický přebor

### Účastníci pro sezónu 2014/15
| Klub                       | Město              | Kraj       | Umístění v sezóně 2013/14 |
| -------------------------- | ------------------ | ---------- | ------------------------- |
| HC Kohouti Česká Třebová   | Česká Třebová      | Pardubický | 6. místo                  |
| HC Hlinsko                 | Hlinsko            | Pardubický | 10. místo                 |
| HC Spartak Choceň          | Choceň             | Pardubický | 7. místo                  |
| HC Lvi Chotěboř            | Chotěboř           | Vysočina   | 2. místo                  |
| HC Chrudim                 | Chrudim            | Pardubický | 5. místo                  |
| HC Ledeč nad Sázavou       | Ledeč nad Sázavou  | Vysočina   | 13. místo                 |
| HC Litomyšl                | Litomyšl           | Pardubický | 4. místo                  |
| HC Slovan Moravská Třebová | Moravská Třebová   | Pardubický | 3. místo                  |
| ZH Pardubice               | Pardubice          | Pardubický | 8. místo                  |
| HC Spartak Polička         | Polička            | Pardubický | 9. místo                  |
| HC Skuteč                  | Skuteč             | Pardubický | 12. místo                 |
| HC Světlá nad Sázavou      | Světlá nad Sázavou | Vysočina   | 1. místo                  |

### Základní část
| Vysvětlivka        |
| ------------------ |
| Postup do play-off |
| Tým vyřazen        |

| Poř. | Tým                        | Z | V | VP | PP | P | VG | OG | B  |
| ---- | -------------------------- | - | - | -- | -- | - | -- | -- | -- |
| 1.   | HC Kohouti Česká Třebová   | 4 | 4 | 0  | 0  | 0 | 32 | 10 | 12 |
| 2.   | HC Litomyšl                | 4 | 4 | 0  | 0  | 0 | 20 | 10 | 12 |
| 3.   | HC Slovan Moravská Třebová | 4 | 3 | 0  | 0  | 1 | 26 | 5  | 9  |
| 4.   | HC Chrudim                 | 4 | 3 | 0  | 0  | 1 | 13 | 9  | 9  |
| 5.   | HC Světlá nad Sázavou      | 4 | 2 | 1  | 0  | 1 | 17 | 12 | 8  |
| 6.   | HC Hlinsko                 | 4 | 2 | 0  | 1  | 1 | 16 | 14 | 7  |
| 7.   | HC Spartak Choceň          | 4 | 2 | 0  | 0  | 2 | 16 | 14 | 6  |
| 8.   | HC Spartak Polička         | 4 | 1 | 0  | 0  | 3 | 10 | 20 | 3  |
| 9.   | HC Ledeč nad Sázavou       | 4 | 1 | 0  | 0  | 3 | 12 | 26 | 3  |
| 10.  | HC Lvi Chotěboř            | 4 | 0 | 1  | 0  | 3 | 11 | 21 | 2  |
| 11.  | ZH Pardubice               | 4 | 0 | 0  | 1  | 3 | 6  | 22 | 1  |
| 12.  | HC Skuteč                  | 4 | 0 | 0  | 0  | 4 | 12 | 28 | 0  |

Poznámky
- Aktualizováno 27. října 2014

## Liberecký přebor

### Účastníci pro sezónu 2014/15
| Klub                    | Město                | Kraj      | Umístění v sezóně 2013/14 |
| ----------------------- | -------------------- | --------- | ------------------------- |
| HC Česká Lípa           | Česká Lípa           | Liberecký | 1. místo                  |
| HC Frýdlant             | Frýdlant             | Liberecký | 5. místo                  |
| PSK Liberec             | Liberec              | Liberecký | 4. místo                  |
| VTJ Ještěd Liberec      | Liberec              | Liberecký | 3. místo                  |
| HC Lomnice nad Popelkou | Lomnice nad Popelkou | Liberecký | 2. místo                  |

### Základní část
| Vysvětlivka        |
| ------------------ |
| Postup do play-off |
| Tým vyřazen        |

| Poř. | Tým                     | Z | V | VP | PP | P | VG | OG | B |
| ---- | ----------------------- | - | - | -- | -- | - | -- | -- | - |
| 1.   | HC Česká Lípa           | 3 | 2 | 0  | 0  | 1 | 21 | 13 | 6 |
| 2.   | PSK Liberec             | 3 | 2 | 0  | 0  | 1 | 15 | 12 | 6 |
| 3.   | HC Frýdlant             | 3 | 2 | 0  | 0  | 1 | 13 | 12 | 6 |
| 5.   | VTJ Ještěd Liberec      | 3 | 1 | 0  | 0  | 2 | 15 | 20 | 3 |
| 5.   | HC Lomnice nad Popelkou | 4 | 1 | 0  | 0  | 3 | 13 | 20 | 3 |

Poznámky
- Aktualizováno 27. října 2014

## Karlovarské přebory

### Krajská liga

#### Účastníci pro sezónu 2014/15
| Klub                 | Město           | Kraj        | Umístění v sezóně 2013/14 |
| -------------------- | --------------- | ----------- | ------------------------- |
| HC Stadion Cheb „B“  | Cheb            | Karlovarský | 4. místo                  |
| SK Kadaň „B“         | Kadaň           | Ústecký     | –                         |
| HC Mariánské Lázně   | Mariánské Lázně | Karlovarský | 3. místo                  |
| HC Čerti Ostrov      | Ostrov          | Karlovarský | 5. místo                  |
| HC Farmáři Trstěnice | Trstěnice       | Karlovarský | 1. místo                  |
| HC PK Vřesová        | Vřesová         | Karlovarský | 2. místo                  |

#### Základní část
| Vysvětlivka        |
| ------------------ |
| Vítěz krajské ligy |

| Poř. | Tým                  | Z | V | VP | PP | P | VG | OG | B  |
| ---- | -------------------- | - | - | -- | -- | - | -- | -- | -- |
| 1.   | SK Kadaň „B“         | 6 | 6 | 0  | 0  | 0 | 69 | 8  | 18 |
| 2.   | HC PK Vřesová        | 5 | 4 | 0  | 0  | 1 | 40 | 34 | 12 |
| 3.   | HC Mariánské Lázně   | 6 | 4 | 0  | 0  | 2 | 39 | 38 | 12 |
| 4.   | HC Farmáři Trstěnice | 6 | 2 | 0  | 0  | 4 | 28 | 34 | 6  |
| 5.   | HC Stadion Cheb „B“  | 6 | 1 | 0  | 0  | 5 | 32 | 52 | 3  |
| 6.   | HC Čerti Ostrov      | 5 | 0 | 0  | 0  | 5 | 19 | 61 | 0  |

Poznámky
- Aktualizováno 27. října 2014

### Krajská soutěž

#### Účastníci pro sezónu 2014/15
| Klub                | Město | Kraj        | Umístění v sezóně 2013/14 |
| ------------------- | ----- | ----------- | ------------------------- |
| HC Auta & Auta Cheb | Cheb  | Karlovarský | 5. místo                  |
| IHT Brimstones Cheb | Cheb  | Karlovarský | 1. místo                  |
| SK HC Maan Cheb     | Cheb  | Karlovarský | 6. místo                  |
| HC PSK 96 Cheb      | Cheb  | Karlovarský | 2. místo                  |

#### Základní část
| Vysvětlivka           |
| --------------------- |
| Vítěz krajské soutěže |

| Poř. | Tým                 | Z | V | VP | PP | P | VG | OG | B  |
| ---- | ------------------- | - | - | -- | -- | - | -- | -- | -- |
| 1.   | IHT Brimstones Cheb | 6 | 5 | 0  | 1  | 0 | 47 | 22 | 16 |
| 2.   | HC Auta & Auta Cheb | 6 | 4 | 1  | 0  | 1 | 40 | 22 | 14 |
| 3.   | SK HC Maan Cheb     | 5 | 0 | 1  | 0  | 4 | 18 | 39 | 2  |
| 4.   | HC PSK 96 Cheb      | 5 | 0 | 0  | 1  | 4 | 13 | 35 | 1  |

Poznámky
- Aktualizováno 27. října 2014

## Plzeňské přebory

### Krajská liga

#### Účastníci pro sezónu 2014/15
| Klub                  | Město    | Kraj        | Umístění v sezóně 2013/14 |
| --------------------- | -------- | ----------- | ------------------------- |
| KLH Božkov            | Plzeň    | Plzeňský    | 4. místo                  |
| HC Stadion Cheb       | Cheb     | Karlovarský | 8. místo                  |
| HC Chotíkov           | Chotíkov | Plzeňský    | 6. místo                  |
| TJ Apollo Kaznějov    | Kaznějov | Plzeňský    | 2. místo                  |
| SHC Klatovy „B“       | Klatovy  | Plzeňský    | 5. místo                  |
| HC Rebel město Nejdek | Nejdek   | Karlovarský | 1. místo                  |
| HC Pubec Plzeň        | Plzeň    | Plzeňský    | 7. místo                  |
| HK Rokycany           | Rokycany | Plzeňský    | 3. místo                  |
| KHL Meteor Třemošná   | Třemošná | Plzeňský    | 10. místo                 |

#### Základní část
| Vysvětlivka                         |
| ----------------------------------- |
| Přímý postup do semifinále play-off |
| Postup do čtvrtfinále play-off      |
| Tým vyřazen                         |

| Poř. | Tým                   | Z | V | R | P | VG | OG | B |
| ---- | --------------------- | - | - | - | - | -- | -- | - |
| 1.   | TJ Apollo Kaznějov    | 2 | 2 | 0 | 0 | 13 | 6  | 4 |
| 2.   | HC Rebel město Nejdek | 2 | 2 | 0 | 0 | 6  | 0  | 4 |
| 3.   | HK Rokycany           | 2 | 1 | 0 | 1 | 19 | 7  | 2 |
| 4.   | HC Chotíkov           | 1 | 1 | 0 | 0 | 8  | 6  | 2 |
| 5.   | KHL Meteor Třemošná   | 2 | 1 | 0 | 1 | 7  | 8  | 2 |
| 6.   | HC Stadion Cheb       | 2 | 1 | 0 | 1 | 9  | 22 | 2 |
| 7.   | SHC Klatovy „B“       | 2 | 0 | 0 | 2 | 2  | 5  | 0 |
| 8.   | KLH Božkov            | 1 | 0 | 0 | 1 | 3  | 7  | 0 |
| 9.   | HC Pubec Plzeň        | 2 | 0 | 0 | 2 | 9  | 15 | 0 |

Poznámky
- Aktualizováno 27. října 2014
- Plzeňské přebory se hrají stejně jako ve Středočeském meziokresním přeboru a v Praze starým systémem, tedy jen o dva body a neprodlužuje se.

### Krajská soutěž

#### Skupina A

##### Účastníci pro sezónu 2014/15
| Klub                    | Město          | Kraj     | Umístění v sezóně 2013/14        |
| ----------------------- | -------------- | -------- | -------------------------------- |
| SK z Bor                | Plzeň          | Plzeňský | 5. místo                         |
| HC Holýšov              | Holýšov        | Plzeňský | 8. místo                         |
| TJ Sokol Horní Lukavice | Horní Lukavice | Plzeňský | 6. místo                         |
| HC DTJ Klabava          | Klabava        | Plzeňský | 1. místo                         |
| TJ Sokol Malá Víska     | Klatovy        | Plzeňský | 7. místo                         |
| HC K Plzeň              | Plzeň          | Plzeňský | –                                |
| HC Radobyčice           | Plzeň          | Plzeňský | 9. místo                         |
| SKP Rokycany            | Rokycany       | Plzeňský | 9. místo (Plzeňská krajská liga) |
| HC Buldoci Stříbro      | Stříbro        | Plzeňský | 4. místo                         |
| HC Tachov               | Tachov         | Plzeňský | 2. místo                         |
| TJ Sokol Ves Touškov    | Ves Touškov    | Plzeňský | 3. místo                         |

##### Základní část
| Vysvětlivka                       |
| --------------------------------- |
| Postup do play-off                |
| Tým vyřazen                       |
| Sestup do krajské soutěže – sk. B |

| Poř. | Tým                     | Z | V | R | P | VG | OG | B |
| ---- | ----------------------- | - | - | - | - | -- | -- | - |
| 1.   | SK z Bor                | 5 | 4 | 0 | 1 | 26 | 23 | 8 |
| 2.   | SKP Rokycany            | 4 | 3 | 0 | 1 | 25 | 12 | 6 |
| 3.   | HC Tachov               | 4 | 3 | 0 | 1 | 19 | 11 | 6 |
| 4.   | TJ Sokol Horní Lukavice | 4 | 3 | 0 | 1 | 18 | 14 | 6 |
| 5.   | TJ Sokol Ves Touškov    | 4 | 3 | 0 | 1 | 21 | 19 | 6 |
| 6.   | HC Buldoci Stříbro      | 5 | 2 | 0 | 3 | 22 | 23 | 4 |
| 7.   | TJ Sokol Malá Víska     | 2 | 1 | 1 | 0 | 11 | 9  | 3 |
| 8.   | HC Holýšov              | 4 | 1 | 0 | 3 | 15 | 15 | 2 |
| 9.   | HC DTJ Klabava          | 4 | 1 | 0 | 3 | 18 | 22 | 2 |
| 10.  | HC K Plzeň              | 5 | 1 | 0 | 4 | 17 | 30 | 2 |
| 11.  | HC Radobyčice           | 5 | 0 | 1 | 4 | 17 | 31 | 1 |

Poznámky
- Aktualizováno 30. října 2014 dle stránky plzenskyhokej.cz
- Plzeňské přebory se hrají stejně jako ve Středočeském meziokresním přeboru a v Praze starým systémem, tedy jen o dva body a neprodlužuje se.

#### Skupina B

##### Účastníci pro sezónu 2014/15
| Klub                 | Město    | Kraj     | Umístění v sezóně 2013/14                   |
| -------------------- | -------- | -------- | ------------------------------------------- |
| HC Lyons Kdyně       | Kdyně    | Plzeňský | 8. místo                                    |
| TJ Baník Líně        | Líně     | Plzeňský | 2. místo                                    |
| HC Nýřany            | Nýřany   | Plzeňský | 1. místo                                    |
| HC JAM Plzeň         | Plzeň    | Plzeňský | 9. místo                                    |
| HC OMEGA Trans Plzeň | Plzeň    | Plzeňský | 10. místo (Plzeňská krajská soutěž – sk. A) |
| HC Plzeň 2000        | Plzeň    | Plzeňský | 10. místo                                   |
| HC Vipers Plzeň      | Plzeň    | Plzeňský | 5. místo                                    |
| HC Strašice          | Strašice | Plzeňský | 7. místo                                    |
| HC Stříbro 06        | Stříbro  | Plzeňský | 4. místo                                    |
| HCOP Meteor Třemošná | Třemošná | Plzeňský | 3. místo                                    |
| TJ Město Zbiroh      | Zbiroh   | Plzeňský | 1. místo (Plzeňská krajská soutěž – sk. C)  |

##### Základní část
| Vysvětlivka                       |
| --------------------------------- |
| Postup do play-off                |
| Tým vyřazen                       |
| Sestup do krajské soutěže – sk. C |

| Poř. | Tým                  | Z | V | R | P | VG | OG | B |
| ---- | -------------------- | - | - | - | - | -- | -- | - |
| 1.   | TJ Baník Líně        | 4 | 4 | 0 | 0 | 33 | 9  | 8 |
| 2.   | HCOP Meteor Třemošná | 4 | 3 | 0 | 1 | 17 | 13 | 6 |
| 3.   | HC JAM Plzeň         | 4 | 2 | 1 | 1 | 20 | 15 | 5 |
| 4.   | HC Nýřany            | 3 | 2 | 0 | 1 | 15 | 8  | 4 |
| 5.   | HC Strašice          | 3 | 2 | 0 | 1 | 10 | 8  | 4 |
| 6.   | TJ Město Zbiroh      | 4 | 2 | 0 | 2 | 23 | 24 | 4 |
| 7.   | HC Vipers Plzeň      | 4 | 1 | 1 | 2 | 18 | 21 | 3 |
| 8.   | HC Lyons Kdyně       | 2 | 1 | 0 | 1 | 14 | 10 | 2 |
| 9.   | HC Stříbro 06        | 4 | 1 | 0 | 3 | 13 | 30 | 2 |
| 10.  | HC OMEGA Trans Plzeň | 2 | 0 | 0 | 2 | 5  | 11 | 0 |
| 11.  | HC Plzeň 2000        | 4 | 0 | 0 | 4 | 6  | 25 | 0 |

Poznámky
- Aktualizováno 30. října 2014 dle stránky plzenskyhokej.cz
- Plzeňské přebory se hrají stejně jako ve Středočeském meziokresním přeboru a v Praze starým systémem, tedy jen o dva body a neprodlužuje se.

#### Skupina C

##### Účastníci pro sezónu 2014/15
| Klub                       | Město         | Kraj     | Umístění v sezóně 2013/14                   |
| -------------------------- | ------------- | -------- | ------------------------------------------- |
| HC S.O.S. Žízeň Chotěšov   | Chotěšov      | Plzeňský | 11. místo (Plzeňská krajská soutěž – sk. B) |
| HC Chotíkov „B“            | Chotíkov      | Plzeňský | 4. místo                                    |
| TJ Sokol Lipnice           | Lipnice       | Plzeňský | 6. místo                                    |
| TJ Sokol Losiná            | Losiná        | Plzeňský | 8. místo                                    |
| HC Ekonomické Stavby Plzeň | Plzeň         | Plzeňský | 9. místo                                    |
| HC Klaus Timber Plzeň      | Plzeň         | Plzeňský | 5. místo                                    |
| HC SKP Rapid Plzeň         | Plzeň         | Plzeňský | 7. místo                                    |
| TJ Spartak Sedlec          | Starý Plzenec | Plzeňský | 2. místo                                    |
| HC Město Touškov           | Město Touškov | Plzeňský | 1. místo (Plzeňská krajská soutěž – sk. D)  |
| HC Sokol Vejprnice         | Vejprnice     | Plzeňský | 3. místo                                    |

##### Základní část
| Vysvětlivka                       |
| --------------------------------- |
| Postup do play-off                |
| Tým vyřazen                       |
| Sestup do krajské soutěže – sk. D |

| Poř. | Tým                        | Z | V | R | P | VG | OG | B |
| ---- | -------------------------- | - | - | - | - | -- | -- | - |
| 1.   | TJ Sokol Losiná            | 4 | 4 | 0 | 0 | 37 | 12 | 8 |
| 2.   | HC Ekonomické Stavby Plzeň | 4 | 3 | 1 | 0 | 15 | 6  | 7 |
| 3.   | HC Město Touškov           | 5 | 3 | 0 | 2 | 24 | 17 | 6 |
| 4.   | HC S.O.S. Žízeň Chotěšov   | 4 | 2 | 1 | 1 | 25 | 20 | 5 |
| 5.   | TJ Sokol Lipnice           | 4 | 2 | 1 | 1 | 15 | 25 | 5 |
| 6.   | HC Chotíkov „B“            | 4 | 2 | 0 | 2 | 13 | 15 | 4 |
| 7.   | HC Sokol Vejprnice         | 3 | 1 | 0 | 2 | 11 | 11 | 2 |
| 8.   | TJ Spartak Sedlec          | 3 | 0 | 1 | 2 | 13 | 17 | 1 |
| 9.   | HC SKP Rapid Plzeň         | 3 | 0 | 0 | 3 | 10 | 24 | 0 |
| 9.   | HC Klaus Timber Plzeň      | 4 | 0 | 0 | 4 | 6  | 22 | 0 |

Poznámky
- Aktualizováno 30. října 2014 dle stránky plzenskyhokej.cz
- Plzeňské přebory se hrají stejně jako ve Středočeském meziokresním přeboru a v Praze starým systémem, tedy jen o dva body a neprodlužuje se.

#### Skupina D

##### Účastníci pro sezónu 2014/15
| Klub                   | Město      | Kraj     | Umístění v sezóně 2013/14                   |
| ---------------------- | ---------- | -------- | ------------------------------------------- |
| TJ Jiskra Bezdružice   | Bezdružice | Plzeňský | 7. místo                                    |
| HC Sokol Díly          | Díly       | Plzeňský | 10. místo (Plzeňská krajská soutěž – sk. C) |
| HC Holýšov „B“         | Holýšov    | Plzeňský | 9. místo                                    |
| TJ Apollo Kaznějov „B“ | Kaznějov   | Plzeňský | 8. místo                                    |
| 1. LHC Kralovice 1991  | Kralovice  | Plzeňský | 2. místo                                    |
| HC Panasonic Plzeň     | Plzeň      | Plzeňský | 10. místo                                   |
| TJ Čechie Příkosice    | Příkosice  | Plzeňský | 4. místo                                    |
| HC Tempo Staňkov       | Staňkov    | Plzeňský | 6. místo                                    |
| TJ Město Zbiroh „B“    | Zbiroh     | Plzeňský | 11. místo                                   |

##### Základní část
| Vysvětlivka        |
| ------------------ |
| Postup do play-off |
| Tým vyřazen        |

| Poř. | Tým                    | Z | V | R | P | VG | OG | B |
| ---- | ---------------------- | - | - | - | - | -- | -- | - |
| 1.   | 1. LHC Kralovice 1991  | 4 | 3 | 0 | 1 | 23 | 13 | 6 |
| 2.   | HC Tempo Staňkov       | 5 | 3 | 0 | 2 | 19 | 12 | 6 |
| 3.   | HC Panasonic Plzeň     | 4 | 2 | 1 | 1 | 16 | 14 | 5 |
| 4.   | TJ Čechie Příkosice    | 3 | 2 | 0 | 1 | 11 | 13 | 4 |
| 5.   | HC Holýšov „B“         | 4 | 2 | 0 | 2 | 7  | 15 | 4 |
| 6.   | TJ Apollo Kaznějov „B“ | 3 | 1 | 1 | 1 | 17 | 11 | 3 |
| 7.   | HC Sokol Díly          | 3 | 1 | 1 | 1 | 6  | 6  | 3 |
| 8.   | TJ Jiskra Bezdružice   | 5 | 0 | 2 | 3 | 15 | 25 | 2 |
| 9.   | TJ Město Zbiroh „B“    | 3 | 0 | 1 | 2 | 14 | 19 | 1 |

Poznámky
- Aktualizováno 30. října 2014 dle stránky plzenskyhokej.cz
- Plzeňské přebory se hrají stejně jako ve Středočeském meziokresním přeboru a v Praze starým systémem, tedy jen o dva body a neprodlužuje se.

## Jihočeský přebor

### Účastníci pro sezónu 2014/15
| Klub                             | Město               | Kraj      | Umístění v sezóně 2013/14       |
| -------------------------------- | ------------------- | --------- | ------------------------------- |
| HC David Servis České Budějovice | České Budějovice    | Jihočeský | 1. místo                        |
| HC Slavoj Český Krumlov          | Český Krumlov       | Jihočeský | 5. místo                        |
| TJ Hluboká nad Vltavou Knights   | Hluboká nad Vltavou | Jihočeský | 9. místo                        |
| TJ Jiskra Humpolec               | Humpolec            | Vysočina  | 8. místo                        |
| HC Milevsko 2010                 | Milevsko            | Jihočeský | 17. místo (2. liga – sk. Západ) |
| IHC Písek                        | Písek               | Jihočeský | 3. místo                        |
| OLH Spartak Soběslav             | Soběslav            | Jihočeský | 6. místo                        |
| HC Strakonice                    | Strakonice          | Jihočeský | 2. místo                        |
| HC Tábor „B“                     | Tábor               | Jihočeský | 10. místo                       |
| TJ Lokomotiva Veselí nad Lužnicí | Veselí nad Lužnicí  | Jihočeský | 4. místo                        |
| HC Vimperk                       | Vimperk             | Jihočeský | 7. místo                        |
| HC Slavoj Žirovnice              | Žirovnice           | Vysočina  | 11. místo                       |

### Základní část
| Vysvětlivka        |
| ------------------ |
| Postup do play-off |
| Tým vyřazen        |

| Poř. | Tým                              | Z | V | VP | PP | P | VG | OG | B  |
| ---- | -------------------------------- | - | - | -- | -- | - | -- | -- | -- |
| 1.   | HC Tábor „B“                     | 6 | 4 | 1  | 1  | 0 | 28 | 14 | 15 |
| 2.   | HC Slavoj Český Krumlov          | 6 | 4 | 1  | 0  | 1 | 29 | 21 | 14 |
| 3.   | HC Strakonice                    | 6 | 4 | 0  | 1  | 1 | 26 | 19 | 13 |
| 4.   | IHC Písek                        | 6 | 3 | 1  | 1  | 1 | 24 | 17 | 12 |
| 5.   | HC Slavoj Žirovnice              | 6 | 4 | 0  | 0  | 2 | 28 | 32 | 12 |
| 6.   | HC David Servis České Budějovice | 6 | 3 | 0  | 2  | 1 | 39 | 26 | 11 |
| 7.   | TJ Lokomotiva Veselí nad Lužnicí | 6 | 3 | 0  | 0  | 3 | 24 | 29 | 9  |
| 8.   | HC Milevsko 2010                 | 6 | 1 | 1  | 1  | 3 | 20 | 27 | 6  |
| 9.   | HC Vimperk                       | 6 | 0 | 2  | 1  | 3 | 22 | 28 | 5  |
| 10.  | OLH Spartak Soběslav             | 6 | 1 | 1  | 0  | 4 | 19 | 31 | 5  |
| 11.  | TJ Hluboká nad Vltavou Knights   | 6 | 1 | 0  | 0  | 5 | 21 | 27 | 3  |
| 10.  | TJ Jiskra Humpolec               | 6 | 1 | 0  | 0  | 5 | 17 | 26 | 3  |

Poznámky
- Aktualizováno 27. října 2014

## Soutěž Vysočiny

### Účastníci pro sezónu 2014/15
| Klub                       | Město              | Kraj         | Umístění v sezóně 2013/14 |
| -------------------------- | ------------------ | ------------ | ------------------------- |
| HC Lokomotiva Brno         | Brno               | Jihomoravský | 1. místo                  |
| TJ Náměšť nad Oslavou      | Náměšť nad Oslavou | Vysočina     | 2. místo                  |
| SK Telč                    | Telč               | Vysočina     | 4. místo                  |
| HC Spartak Velká Bíteš „B“ | Velká Bíteš        | Vysočina     | 6. místo                  |
| HHK Velké Meziříčí „B“     | Velké Meziříčí     | Vysočina     | 3. místo                  |
| HC Veverská Bítýška        | Veverská Bítýška   | Jihomoravský | 5. místo                  |
| HC Zastávka                | Zastávka           | Jihomoravský | 7. místo                  |

### Základní část
| Vysvětlivka           |
| --------------------- |
| Vítěz krajské soutěže |

| Poř. | Tým                        | Z | V | VP | PP | P | VG | OG | B |
| ---- | -------------------------- | - | - | -- | -- | - | -- | -- | - |
| 1.   | HC Lokomotiva Brno         | 3 | 3 | 0  | 0  | 0 | 30 | 4  | 9 |
| 2.   | HC Veverská Bítýška        | 2 | 1 | 1  | 0  | 0 | 12 | 6  | 5 |
| 3.   | HC Zastávka                | 2 | 1 | 0  | 1  | 0 | 9  | 7  | 4 |
| 4.   | TJ Náměšť nad Oslavou      | 2 | 1 | 0  | 0  | 1 | 6  | 7  | 3 |
| 5.   | SK Telč                    | 2 | 1 | 0  | 0  | 1 | 7  | 9  | 0 |
| 6.   | HHK Velké Meziříčí „B“     | 2 | 0 | 0  | 0  | 2 | 2  | 10 | 0 |
| 7.   | HC Spartak Velká Bíteš „B“ | 3 | 0 | 0  | 0  | 3 | 4  | 27 | 0 |

Poznámky
- Aktualizováno 27. října 2014

## Jihomoravský a Zlínský přebor

### Účastníci pro sezónu 2014/15
| Klub                        | Město            | Kraj         | Umístění v sezóně 2013/14               |
| --------------------------- | ---------------- | ------------ | --------------------------------------- |
| DYNAMITERS Blansko HK       | Blansko          | Jihomoravský | 8. místo                                |
| SK Minerva Boskovice        | Boskovice        | Jihomoravský | 6. místo                                |
| HK Kroměříž                 | Kroměříž         | Zlínský      | 5. místo                                |
| HC Štika Rosice             | Rosice           | Jihomoravský | 12. místo                               |
| HC Spartak Uherský Brod     | Uherský Brod     | Zlínský      | 10. místo                               |
| HC Spartak Uherský Brod „B“ | Uherský Brod     | Zlínský      | –                                       |
| HC Uherské Hradiště         | Uherské Hradiště | Zlínský      | 13. místo                               |
| Hokej Uherský Ostroh        | Uherský Ostroh   | Zlínský      | 11. místo                               |
| HC Uničov                   | Uničov           | Olomoucký    | 1. místo                                |
| HC Spartak Velká Bíteš      | Velká Bíteš      | Vysočina     | 3. místo                                |
| HHK Velké Meziříčí          | Velké Meziříčí   | Vysočina     | 2. místo                                |
| HC TJ Šternberk             | Šternberk        | Olomoucký    | 4. místo                                |
| HK Hokej Šumperk 2003       | Šumperk          | Olomoucký    | 2. místo (Moravskoslezská krajská liga) |

### Základní část
| Vysvětlivka                                                    |
| -------------------------------------------------------------- |
| Vítěz Jihomoravského přeboru (postup do kvalifikace o 2. ligu) |
| Postup do play-off Jihomoravského kraje                        |
| Vítěz Zlínského přeboru (postup do kvalifikace o 2. ligu)      |
| Postup do play-off Zlínského kraje                             |

| Poř. | Tým                         | Z | V | VP | PP | P | VG | OG | B  |
| ---- | --------------------------- | - | - | -- | -- | - | -- | -- | -- |
| 1.   | Hokej Uherský Ostroh        | 5 | 4 | 1  | 0  | 0 | 33 | 23 | 14 |
| 2.   | HC Štika Rosice             | 6 | 4 | 0  | 1  | 1 | 23 | 21 | 13 |
| 3.   | HC Uničov                   | 6 | 3 | 1  | 0  | 2 | 30 | 23 | 11 |
| 4.   | HK Hokej Šumperk 2003       | 5 | 3 | 0  | 0  | 2 | 25 | 17 | 9  |
| 5.   | DYNAMITERS Blansko HK       | 5 | 3 | 0  | 0  | 2 | 14 | 15 | 9  |
| 6.   | SK Minerva Boskovice        | 6 | 2 | 1  | 0  | 3 | 29 | 20 | 8  |
| 7.   | HK Kroměříž                 | 5 | 2 | 1  | 0  | 2 | 32 | 25 | 8  |
| 8.   | HHK Velké Meziříčí          | 6 | 2 | 0  | 2  | 2 | 28 | 29 | 8  |
| 9.   | HC TJ Šternberk             | 5 | 2 | 0  | 1  | 2 | 20 | 22 | 7  |
| 10.  | HC Uherské Hradiště         | 5 | 2 | 0  | 0  | 3 | 26 | 24 | 6  |
| 11.  | HC Spartak Velká Bíteš      | 5 | 2 | 0  | 0  | 3 | 19 | 19 | 6  |
| 12.  | HC Spartak Uherský Brod     | 6 | 2 | 0  | 0  | 4 | 19 | 28 | 6  |
| 13.  | HC Spartak Uherský Brod „B“ | 5 | 0 | 0  | 0  | 5 | 11 | 43 | 0  |

Poznámky
- Aktualizováno 27. října 2014
- Vítězové základní části za jednotlivé kraje získávají právo hrát kvalifikaci o 2. ligu.

## Moravskoslezský přebor

### Účastníci pro sezónu 2014/15
| Klub                    | Město                | Kraj            | Umístění v sezóně 2013/14        |
| ----------------------- | -------------------- | --------------- | -------------------------------- |
| HC Bohumín              | Bohumín              | Moravskoslezský | 5. místo                         |
| TJ Horní Benešov        | Horní Benešov        | Moravskoslezský | 7. místo                         |
| HC Kopřivnice           | Kopřivnice           | Moravskoslezský | 2. místo                         |
| HK Krnov                | Krnov                | Moravskoslezský | 5. místo                         |
| HC Orlová               | Orlová               | Moravskoslezský | 10. místo (2. liga – sk. Východ) |
| HC Rožnov pod Radhoštěm | Rožnov pod Radhoštěm | Zlínský         | 9. místo                         |
| HC Studénka             | Studénka             | Moravskoslezský | 3. místo                         |

### Základní část
| Vysvětlivka        |
| ------------------ |
| Vítěz krajské ligy |

| Poř. | Tým                     | Z  | V  | VP | PP | P  | VG  | OG  | B  |
| ---- | ----------------------- | -- | -- | -- | -- | -- | --- | --- | -- |
| 1.   | HC Kopřivnice           | 24 | 21 | 1  | 0  | 2  | 134 | 41  | 65 |
| 2.   | HC Orlová               | 24 | 19 | 1  | 1  | 3  | 123 | 80  | 60 |
| 3.   | TJ Horní Benešov        | 24 | 10 | 1  | 2  | 11 | 82  | 95  | 34 |
| 4.   | HC Studénka             | 24 | 10 | 1  | 0  | 13 | 95  | 97  | 32 |
| 5.   | HC Rožnov pod Radhoštěm | 24 | 8  | 1  | 1  | 14 | 82  | 110 | 27 |
| 6.   | HK Krnov                | 24 | 7  | 1  | 1  | 15 | 86  | 112 | 24 |
| 7.   | HC Bohumín              | 24 | 3  | 0  | 1  | 20 | 78  | 145 | 10 |

Poznámky
- Aktualizováno 04. dubna 2015